# NGC 2756
NGC 2756 (również PGC 25757 lub UGC 4796) – galaktyka spiralna (Sb), znajdująca się w gwiazdozbiorze Wielkiej Niedźwiedzicy. Odkrył ją William Herschel 18 marca 1790 roku.